# Lista de condados de Michigan

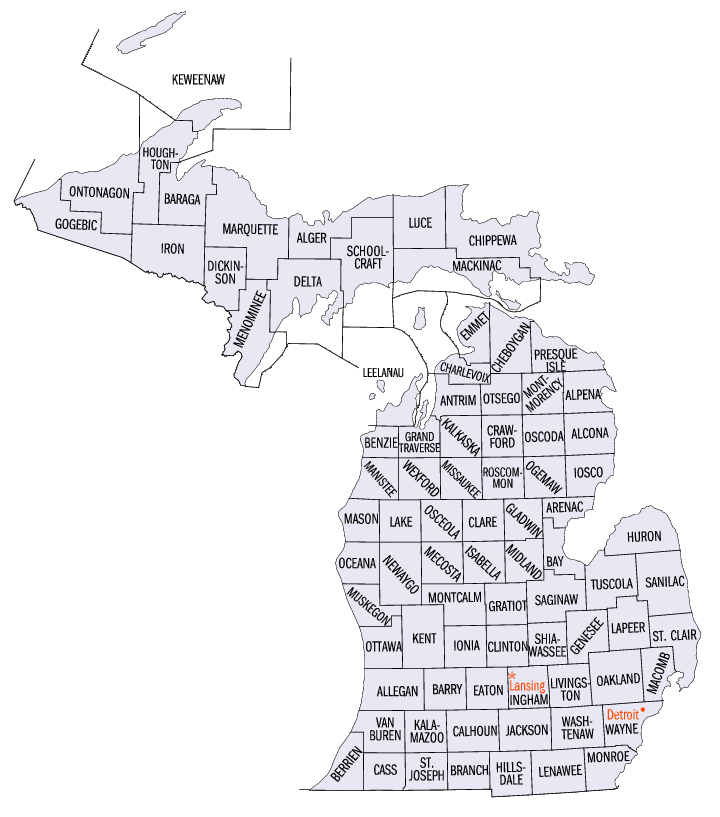
Mapa dos condados de Michigan

A seguir, lista dos 83 condados de Michigan, Estados Unidos.
| - Alcona - Alger - Allegan - Alpena - Antrim - Arenac - Baraga - Barry - Bay - Benzie - Berrien - Branch - Calhoun - Cass - Charlevoix - Cheboygan - Chippewa | - Clare - Clinton - Crawford - Delta - Dickinson - Eaton - Emmet - Genesee - Gladwin - Gogebic - Grand Traverse - Gratiot - Hillsdale - Houghton - Huron - Ingham - Ionia | - Iosco - Iron - Isabella - Jackson - Kalamazoo - Kalkaska - Kent - Keweenaw - Lake - Lapeer - Leelanau - Lenawee - Livingston - Luce - Mackinac - Macomb - Manistee | - Marquette - Mason - Mecosta - Menominee - Midland - Missaukee - Monroe - Montcalm - Montmorency - Muskegon - Newaygo - Oakland - Oceana - Ogemaw - Ontonagon - Osceola - Oscoda | - Otsego - Ottawa - Presque Isle - Roscommon - Saginaw - Sanilac - Schoolcraft - Shiawassee - St. Clair - St. Joseph - Tuscola - Van Buren - Washtenaw - Wayne - Wexford |